# Bristol and South Wales Union Railway
Die Bristol and South Wales Union Railway war eine Eisenbahngesellschaft mit Sitz in Somerset in England.

## Geschichte
Die Gesellschaft erhielt am 27. Juli 1857 die Konzession zum Bau einer Bahnstrecke von Bristol an den Severn sowie zur Einrichtung eines Fährbetriebes. 
In Portskewett, auf der walisischen Seite des Severn, bestand Anschluss an das Streckennetz der South Wales Railway. Am 8. September 1863 wurde die in der Breitspur von 2,14 Meter errichtete Strecke durch die Great Western Railway (GWR) in Betrieb genommen. Durch die neue Strecke verkürzte sich der Reiseweg zwischen Bristol und Cardiff, der zuvor über Gloucester geführt hatte, von 151 auf 61 Kilometer.
Am 1. August 1868 übernahm die Great Western die Bristol and South Wales Union Railway. Am 27. Juni 1872 begann die GWR mit dem Bau des Severn-Tunnels, der mit seiner Inbetriebnahme am 9. Januar 1886 den Fährverkehr unnötig machte. 